# Birka och Hovgården
Birka och Hovgården är två områden på Björkö respektive Adelsö i Mälaren.

## Världsarv
Birka och Hovgården upptogs på Unescos världsarvslista 1993. Motiveringen löd: 
| ” | Kriterium iii: Birka och Hovgården bär ett exceptionellt välbevarat vittnesbörd till det vitt spridda handelsnätverket vikingarna grundade under två århundraden av deras fenomenala ekonomiska och politiska expansion. | „ |

| ” | Kriterium iv: Birka är en av de mest kompletta och orörda exemplen på en av vikingarnas handelsbosättningar från 700- till 900-talet | „ |